# Avenida Assis Brasil
A Avenida Assis Brasil é uma importante avenida da cidade de Porto Alegre, capital do estado brasileiro do Rio Grande do Sul. É a principal via de fluxo da zona norte da cidade. Seu nome é uma homenagem ao político gaúcho Francisco de Assis Brasil.
Começa no bairro São João, onde acaba a Avenida Benjamin Constant, e termina junto à ponte do rio Gravataí, nos limites do município. Percorre os bairros São João, Passo d'Areia, Cristo Redentor, Jardim São Pedro, Sarandi, Santa Maria Goretti e São Sebastião.

## Histórico
Foi conhecida inicialmente como Caminho do Passo da Areia, e era um dos segmentos da velha Estrada da Aldeia dos Anjos, que desde o século XVIII ligou a vila de Porto Alegre à freguesia de Aldeia dos Anjos de Gravataí (atual município de Gravataí).
A partir de 1855, a Câmara Municipal revelou preocupação com a melhoria dessa estrada, mandando  efetuar diversos consertos na estrada.
A expansão e o crescimento econômico da cidade incorporaram o antigo caminho à malha urbana, o que se refletiu no plano de pavimentação executado pelo prefeito Alberto Bins, em 1929.
Decreto municipal de 4 de fevereiro de 1944 determinou o alargamento progressivo da artéria, mediante recuo das construções. E, em razão desse processo de urbanização, a via deixou de ser estrada para denominar-se Avenida Assis Brasil, por lei de 4 de agosto de 1948. Tornou-se uma importantíssima artéria, dotada de expressivo comércio e intenso tráfego. Por lei de 5 de maio de 1949, somou em sua trajetória as antigas estradas do Passo da Areia, do Passo da Mangueira e do Passo do Sarandi, até o rio Gravataí, passando a ter início na Igreja São João Batista.